# Чиновник
Чиновник, (українською - урядник) — державний службовець, особа, яку наймає держава на кваліфіковану роботу, здебільшого на необмежений термін, для виконання постійних обов'язків у сфері управління і отримує за це від держави постійну посаду (статус), чин або звання та відповідну платню. Здебільшого слово має негативну коннотацію і  позначає неприйнятні явища, що асоціюються з чиновництвом.    
Згідно зі словником В. Малиновського: чиновник — це особа, яка перебуває в державно-службових відносинах на засадах присяги з юридичною особою публічного управління і здійснює за дорученням останньої управлінської функції відповідно до наданої компетенції.
Винятком є такі державні службов(и)ці, як судді та військові, які не вважаються чиновниками.

## В Російській імперії
У Російській імперії державний службовець, що мав чин. У широкому значенні — назва і нижчих державних службовців, які не мали чинів (канцеляристи, копіїсти).
Клас чиновників з'явився з появою «Табеля про ранги» 1722 року. Чиновники вищих класів зазвичай називалися сановниками. З ліквідацією «Табеля про ранги» після Жовтневого перевороту в 1917 році клас чиновників ліквідували. Особи, зайняті у сфері держуправління, стали називатися державними службовцями, проте неофіційно термін «чиновник» продовжує існувати й сьогодні і здебільшого має негативне тлумачення.